# Tommy Broughan

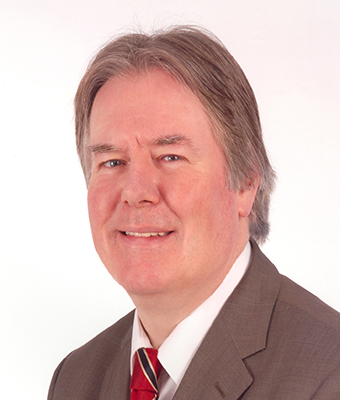
Tommy Broughan

Thomas P. Broughan (genannt Tommy Broughan; * 1. August 1947 in Dublin) ist ein irischer Politiker (bis 2011 Irish Labour Party, ab 2011 als unabhängiger, später als Mitglied der Independents 4 Change und etwas später wiederum als Unabhängiger). Von 1992 bis 2020 war Broughan Teachta Dála des Dáil Éireann.

## Leben
Broughan studierte am University College Dublin und an der University of London und war vor seiner politischen Karriere Lehrer. 1991 wurde er in den Dublin City Council gewählt. Schon im darauffolgenden Jahr gelang es ihm, bei den Wahlen zum Dáil Éireann einen Sitz im Wahlkreis Dublin North-East zu erringen. Diesen Erfolg konnte er bei den Wahlen 1997, 2002, 2007, 2011 und im neu zugeschnittenen Wahlkreis Dublin Bay North 2016 wiederholen. 2011 trat er als unabhängiger Kandidat an und 2016 trat er zusammen mit anderen der Partei Independents 4 Change bei. Independents 4 Change wurde Teil des Wahlbündnisses RightToChange. Broughan gehörte dem linken Flügel von Labour an und kritisierte sehr häufig die Parteiführung, wenn sie mit der konservativen Seite, insbesondere mit der Fine Gael, stimmte und später sogar koalierte.